# Sky Bride
Pour plus de détails, voir Fiche technique et Distribution.
Sky Bride est un film américain en noir et blanc réalisé par Stephen Roberts, sorti en 1932.
Le film est dédié à « ces courageux aventuriers des nuages, les pilotes cascadeurs, ces soldats de fortune du ciel, ces vrais pionniers de l'aviation ».

## Synopsis
Aux États-Unis, dans les années 1920. Speed Condon, aventurier et star principale d'une équipe d'anciens pilotes de chasse de la Première Guerre mondiale s'exhibant dans des spectacles aériens et des
cirques volants, perd sa joie de vivre après que son ami Eddie est tué dans un faux combat aérien dans lequel ils s'étaient produits ensemble. Rongé par la culpabilité, il abandonne tout et part à Los Angeles où il trouve un emploi comme mécanicien dans un aérodrome. La secrétaire, Ruth Dunning, est persuadée qu'il cache un secret. La romance qui naît entre eux est empêchée par le prétendant de Ruth, le pilote Jim Carmichael.
À l'aérodrome, Speed Condon retrouve Willie, le neveu de feu Eddie, qui veut devenir parachutiste. Lorsque Willie se retrouve coincé dans le train d'atterrissage d'un avion, Speed le sauve et reprend confiance en lui.

## Fiche technique
- Réalisation : Stephen Roberts
- Scénario : Joseph L. Mankiewicz, Agnes Brand Leahy, Grover Jones, d'après une histoire de Waldemar Young
- Photographie : David Abel, Charles A. Marshall
- Musique : John Leipold
- Producteur : Joseph L. Mankiewicz
- Société de production : Paramount Pictures
- Pays de production :  États-Unis
- Langue d'origine : anglais américain
- Lieu de tournage : Chatsworth, Los Angeles, Californie
- Format : noir et blanc — pellicule : 35 mm — image : 1,37:1 — son : mono (Western Electric Noiseless Recording)
- Genre : Film dramatique
- Durée : 78 minutes
- Dates de sortie : 
  - États-Unis : 20 mars 1932
  - France : 1er août 1932

## Distribution
- Richard Arlen : Bert "Speed" Condon
- Jack Oakie : Alec Dugan
- Virginia Bruce : Ruth Dunning
- Robert Coogan : Willie Smith
- Tom Douglas : Eddie Smith
- Louise Closser Hale : Mrs. (Ma) Smith
- Harold Goodwin : "Wild Bill" Adams
- Charles Starrett : Jim Carmichael
- Randolph Scott : Captaine Frank Robertson

## Autour du film
Les avions qu'on aperçoit dans le film sont des Travel Air modèles D4000, D-4D, R "Mystery ship", Bach C3, et Lockheed Orion 9B. Le pilote Leo Nomis s'est tué lors d'une cascade réalisée pour le film.

## Accueil
Le film a reçu une critique assez négative de la part du New York Times.